# R.E.P.O.
R.E.P.O. — кооперативная компьютерная игра в жанре survival horror, разрабатываемая и издаваемая шведской студией Semiwork для Windows. Игра вышла в раннем доступе 26 февраля 2025 года. Разработка ведётся на игровом движке Unity с использованием платформы Photon для сетевого взаимодействия.

## Игровой процесс
Игровой процесс R.E.P.O. схож с Lethal Company. В игре могут участвовать до шести игроков, главная задача которых — поиск и извлечение ценных предметов. Игрокам необходимо аккуратно обращаться с объектами, избегая их повреждения, и доставлять добычу в специальные точки, чтобы заработать внутриигровую валюту.
Игра выполнена в стиле roguelike и использует процедурную генерацию для создания уникальных локаций в каждом прохождении. Планировка помещений, расположение предметов, типы угроз и врагов определяются случайным образом. Игроки действуют в условиях ограниченного времени, а сложность постепенно возрастает по мере пребывания в зоне миссии. Итоги миссий — успешные или провальные — влияют на доход и прогресс игроков, побуждая их к взвешенному риску. Между миссиями игроки могут тратить заработанные средства на постоянные улучшения: улучшение снаряжения, доступ к новым инструментам и повышение шансов на выживание. Основу игрового процесса составляет кооперативное взаимодействие, требующее вербальной координации и стратегического планирования, особенно во время поиска добычи, когда уровень угрозы максимален.

## Отзывы критиков
Шон Чичаки из Vice написал: «R.E.P.O. — это хаос для шести игроков в лучшем смысле этого слова». Эли Гулд из PC Gamer отметила: «R.E.P.O. — отличная кооперативная хоррор-игра, способная конкурировать с такими крупными проектами, как Lethal Company».
По состоянию на 11 марта 2025 года в Steam у R.E.P.O. насчитывалось 145 тысяч активных игроков. В апреле 2025 года игра получила «крайне положительный» рейтинг в Steam.
После выхода R.E.P.O. достигла пикового онлайн-показателя в 230 тысяч одновременных игроков в первые выходные. В течение недели с 11 по 18 марта 2025 года она стала самой продаваемой платной игрой в Steam и заняла второе место по общему доходу, уступив лишь Counter-Strike 2.